# 牛津城足球會

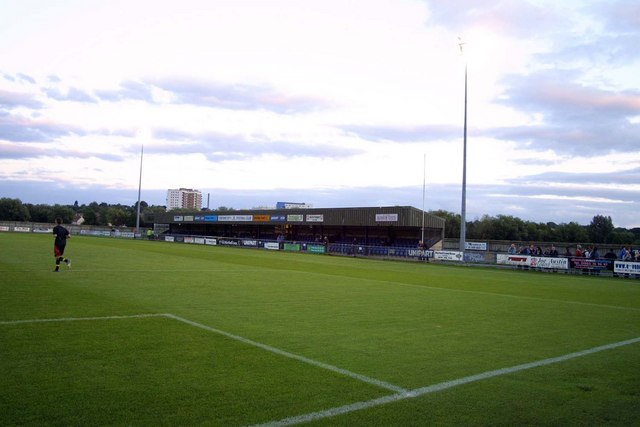
Marsh Lane, home of Oxford City F.C.

牛津城足球會（Oxford City Football Club）是一支位於英格蘭馬斯頓的職業足球會，目前於英格蘭足球議會全國聯賽角逐。

## 外部連結
- Official website （页面存档备份，存于）
- Unofficial Forum